# أنيتا أرسكين
أنيتا أرسكين (بالإنجليزية: Anita Erskine) هي مذيعة غانية، ولدت في 1978.